# Claudia Steinbacher

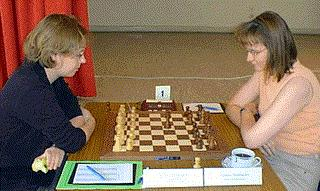
Anke Koglin (links) und Claudia Steinbacher bei der Deutschen Frauenmeisterschaft 2001 in Krefeld

Claudia Steinbacher (geborene Bartsch; * 18. Januar 1970 in Zschopau) ist eine deutsche Schachspielerin mit dem Titel einer Internationalen Meisterin der Frauen (WIM).

## Schach
Im Juli 2001 erzielte Claudia Steinbacher Platz 4 bei der Deutschen Frauen-Einzelmeisterschaft in Krefeld, die Jessica Nill vor Anke Koglin gewann. Zwei Jahre davor war sie Dritte bei der deutschen Damenmeisterschaft in Chemnitz, die Elisabeth Pähtz gewann.
1988 wurde sie DDR-Vizemeisterin der Frauen im Blitzschach und mit der BSG Lokomotive Karl-Marx-Stadt DDR-Vize-Mannschaftsmeister im Blitzschach.
Steinbacher erfüllte in den Saisons 2001/02, 2003/04 und 2005/06 der deutschen Frauenbundesliga WIM-Normen, worauf ihr 2006 der WIM-Titel unter der Bedingung verliehen wurde, dass sie eine Elo-Zahl von mindestens 2200 erreicht. Dies gelang ihr 2007.

### Verein
Sie spielte 25 Jahre in der Schachbundesliga der Frauen von 1993 bis 2018 für ihren Verein Rodewischer Schachmiezen (bis zur Saison 1995/96 als Claudia Bartsch). Die Rodewischer Schachmiezen wurden 1995, 2005 und 2006 Vizemeister. Steinbacher nahm mit Rodewisch auch am European Club Cup der Frauen 1998 teil. Sie beendete ihre Schachkarriere im März 2018. Schach war für sie immer ein Hobby, das sie neben Studium und Beruf betrieb. Ab und zu möchte sie in Zukunft noch für ihren alten Vogtländer Verein spielen.

### Nationalmannschaft
Sie erreichte bei der Schacholympiade der Frauen 2008 in Dresden mit der dritten deutschen Mannschaft Platz 47.
| Die zur Anzeige dieser Grafik verwendete Erweiterung wurde dauerhaft deaktiviert. Wir arbeiten aktuell daran, diese und weitere betroffene Grafiken auf ein neues Format umzustellen. (Mehr dazu) |